# Чемпионат мира по футболу 2002 (отборочный турнир, УЕФА, группа 4)
Группа 4 отборочного турнира зоны УЕФА к чемпионату мира 2002 года состояла из шести команд: Азербайджана, Македонии, Молдовы, Словакии, Турции и Швеции. Матчи в группе проходили со 2 сентября 2000 года по 7 октября 2001 года.
Сборная Швеции выиграла группу, не потерпев ни одного поражения. Сборная Турции заняла 2-е место и прошла в стыковые матчи. Сборная Словакии, лидировавшая некоторое время в турнирной таблице, в 8-м туре потеряла теоретические шансы даже на второе место.

## Результаты
| Итоговое положение | Итоговое положение | Итоговое положение | Итоговое положение | Итоговое положение | Итоговое положение | Итоговое положение | Итоговое положение | Итоговое положение | Итоговое положение |  |             |             |               |                         |              |                   |  | Дома | Дома | Дома | Дома | Дома | Дома | Дома | В гостях | В гостях | В гостях | В гостях | В гостях | В гостях | В гостях |
| Место              | Команда            | И                  | В                  | Н                  | П                  | ГЗ                 | ГП                 | ГР                 | О                  |  | Флаг Швеции | Флаг Турции | Флаг Словакии | Флаг Северной Македонии | Флаг Молдовы | Флаг Азербайджана |  | И    | В    | Н    | П    | ГЗ   | ГП   | О    | И        | В        | Н        | П        | ГЗ       | ГП       | О        |
| 1.                 | Швеция             | 10                 | 8                  | 2                  | 0                  | 20                 | 3                  | +17                | 26                 |  | -           | 1–1         | 2–0           | 1–0                     | 6–0          | 3–0               |  | 5    | 4    | 1    | 0    | 13   | 1    | 13   | 5        | 4        | 1        | 0        | 7        | 2        | 13       |
| 2.                 | Турция             | 10                 | 6                  | 3                  | 1                  | 18                 | 8                  | +10                | 21                 |  | 1–2         | -           | 1–1           | 3–3                     | 2–0          | 3–0               |  | 5    | 2    | 2    | 1    | 10   | 6    | 8    | 5        | 4        | 1        | 0        | 8        | 2        | 13       |
| 3.                 | Словакия           | 10                 | 5                  | 2                  | 3                  | 16                 | 9                  | +7                 | 17                 |  | 0–0         | 0–1         | -             | 2–0                     | 4–2          | 3–1               |  | 5    | 3    | 1    | 1    | 9    | 4    | 10   | 5        | 2        | 1        | 2        | 7        | 5        | 7        |
| 4.                 | Македония          | 10                 | 1                  | 4                  | 5                  | 11                 | 18                 | -7                 | 7                  |  | 1–2         | 1–2         | 0–5           | -                       | 2–2          | 3–0               |  | 5    | 1    | 1    | 3    | 7    | 11   | 4    | 5        | 0        | 3        | 2        | 4        | 7        | 3        |
| 5.                 | Молдова            | 10                 | 1                  | 3                  | 6                  | 6                  | 20                 | -14                | 6                  |  | 0–2         | 0–3         | 0–1           | 0–0                     | -            | 2–0               |  | 5    | 1    | 1    | 3    | 2    | 6    | 4    | 5        | 0        | 2        | 3        | 4        | 14       | 2        |
| 6.                 | Азербайджан        | 10                 | 1                  | 2                  | 7                  | 4                  | 17                 | -13                | 5                  |  | 0–1         | 0–1         | 2–0           | 1–1                     | 0–0          | -                 |  | 5    | 1    | 2    | 2    | 3    | 3    | 5    | 5        | 0        | 0        | 5        | 1        | 14       | 0        |

## Матчи
| Азербайджан | 0:1   | Швеция              |
| ----------- | ----- | ------------------- |
|             | Отчёт | Андерс Свенссон 10′ |

| Турция                              | 2:0   | Молдова |
| ----------------------------------- | ----- | ------- |
| Окан Бурук 45′ · Эмре Белёзоглу 75′ | Отчёт |         |

| Словакия                                   | 2:0   | Македония |
| ------------------------------------------ | ----- | --------- |
| Горан Ставревски 3′ (авт.) · Игор Демо 74′ | Отчёт |           |

| Македония                                     | 3:0   | Азербайджан |
| --------------------------------------------- | ----- | ----------- |
| Джёрджи Христов 34′, 45′ · Ардженд Бечири 75′ | Отчёт |             |

| Швеция             | 1:1   | Турция                      |
| ------------------ | ----- | --------------------------- |
| Хенрик Ларссон 69′ | Отчёт | Тайфур Хавутчу 90+1′ (пен.) |

| Молдова | 0:1   | Словакия         |
| ------- | ----- | ---------------- |
|         | Отчёт | Силард Немет 79′ |

| Азербайджан | 0:1   | Турция          |
| ----------- | ----- | --------------- |
|             | Отчёт | Хакан Шукюр 73′ |

| Молдова | 0:0   | Македония |
| ------- | ----- | --------- |
|         | Отчёт |           |

| Словакия | 0:0   | Швеция |
| -------- | ----- | ------ |
|          | Отчёт |        |

| Азербайджан | 0:0   | Молдова |
| ----------- | ----- | ------- |
|             | Отчёт |         |

| Швеция              | 1:0   | Македония |
| ------------------- | ----- | --------- |
| Андерс Свенссон 43′ | Отчёт |           |

| Турция                 | 1:1   | Словакия            |
| ---------------------- | ----- | ------------------- |
| Хакан Шукюр 55′ (пен.) | Отчёт | Роберт Томасчек 68′ |

| Словакия                                   | 3:1   | Азербайджан              |
| ------------------------------------------ | ----- | ------------------------ |
| Силард Немет 1′, 10′ · Любомир Месарош 57′ | Отчёт | Вадим Васильев 3′ (пен.) |

| Македония          | 1:2   | Турция                                     |
| ------------------ | ----- | ------------------------------------------ |
| Тони Мицевский 20′ | Отчёт | Игор Митрески 68′ (авт.) · Умит Давала 70′ |

| Молдова | 0:2   | Швеция                 |
| ------- | ----- | ---------------------- |
|         | Отчёт | Маркус Альбек 86′, 90′ |

| Швеция                 | 2:0   | Словакия |
| ---------------------- | ----- | -------- |
| Маркус Альбек 45′, 51′ | Отчёт |          |

| Турция                                                    | 3:0   | Азербайджан |
| --------------------------------------------------------- | ----- | ----------- |
| Тайфун Коркут 2′ · Октай Дерелиоглу 29′ · Хакан Шукюр 34′ | Отчёт |             |

| Македония                                 | 2:2   | Молдова                                   |
| ----------------------------------------- | ----- | ----------------------------------------- |
| Артим Шакири 20′ (пен.) · Миле Крстев 65′ | Отчёт | Сергей Погребан 10′ · Руслан Барбурош 72′ |

| Азербайджан                            | 2:0   | Словакия |
| -------------------------------------- | ----- | -------- |
| Вадим Васильев 26′ · Заур Тагизаде 55′ | Отчёт |          |

| Турция                     | 3:3   | Македония                                                        |
| -------------------------- | ----- | ---------------------------------------------------------------- |
| Алпай Озалан 43′, 58′, 75′ | Отчёт | Артим Шакири 7′ · Жарко Серафимовский 20′ · Игор Николовский 62′ |

| Швеция                                                                                                 | 6:0   | Молдова |
| --- | ----- | ------- |
| Хенрик Ларссон 38′ (пен.), 58′, 68′ (пен.), 79′ (пен.) · Никлас Александерссон 74′ · Маркус Альбек 77′ | Отчёт |         |

| Молдова                                    | 2:0   | Азербайджан |
| ------------------------------------------ | ----- | ----------- |
| Сергей Клещенко 19′ · Сергей Ковальчук 88′ | Отчёт |             |

| Словакия | 0:1   | Турция          |
| -------- | ----- | --------------- |
|          | Отчёт | Хакан Шукюр 34′ |

| Македония            | 1:2   | Швеция                                |
| -------------------- | ----- | ------------------------------------- |
| Драган Начевский 63′ | Отчёт | Хенрик Ларссон 28′ · P. Andersson 33′ |

| Азербайджан         | 1:1   | Македония         |
| ------------------- | ----- | ----------------- |
| Фаррух Исмайлов 90′ | Отчёт | Ванчо Траянов 12′ |

| Турция          | 1:2   | Швеция                                       |
| --------------- | ----- | -------------------------------------------- |
| Хакан Шукюр 51′ | Отчёт | Хенрик Ларссон 87′ · Андреас Андерссон 90+1′ |

| Словакия                                                | 4:2   | Молдова                               |
| ------------------------------------------------------- | ----- | ------------------------------------- |
| Петер Немет 54′ · Силард Немет 59′ · Игор Демо 64′, 70′ | Отчёт | Сергей Клещенко 11′ · Раду Ребежа 76′ |

| Молдова | 0:3   | Турция                                                |
| ------- | ----- | ----------------------------------------------------- |
|         | Отчёт | Эмре Ашик 8′ · Нихат Кахведжи 79′ · Ильхан Мансыз 83′ |

| Швеция                                                                   | 3:0   | Азербайджан |
| ------------------------------------------------------------------------ | ----- | ----------- |
| Андерс Свенссон 52′ · Хенрик Ларссон 60′ (пен.) · Златан Ибрагимович 69′ | Отчёт |             |

| Македония | 0:5   | Словакия                                                                                       |
| --------- | ----- | ---------------------------------------------------------------------------------------------- |
|           | Отчёт | Любомир Рейтер 28′ · Петер Дзурик 56′ · Силард Немет 72′ · Аттила Пинте 80′ · Томаш Оравец 89′ |

## Бомбардиры
8 голов
| - Хенрик Ларссон |

5 голов
| - Маркус Альбек | - Хакан Шукюр |

4 гола
| - Силард Немет |

3 гола
| - Игор Демо | - Андерс Свенссон | - Алпай Озалан |

2 гола
| - Вадим Васильев - Джёрджи Христов | - Артим Шакири - Сергей Клещенко | - Петер Немет |

1 гол
| - Фаррух Исмайлов - Заур Тагизаде - Ардженд Бечири - Миле Крстев - Тони Мицевский - Драган Начевский - Игор Николовский - Жарко Серафимовский - Ванчо Траянов - Руслан Барбурош - Сергей Ковальчук | - Сергей Погребан - Раду Ребежа - Петер Дзурик - Любомир Месарош - Томаш Оравец - Аттила Пинте - Любомир Рейтер - Роберт Томасчек - Никлас Александерссон - Андреас Андерссон - Патрик Андерссон | - Златан Ибрагимович - Эмре Ашик - Эмре Белёзоглу - Окан Бурук - Умит Давала - Октай Дерелиоглу - Тайфур Хавутчу - Нихат Кахведжи - Тайфун Коркут - Ильхан Мансыз |

Автоголы
| - Горан Лазаревски (противник — Словакия) | - Игор Митрески (противник — Турция) |

## Рекорды
- Хенрик Ларссон с 8 мячами стал лучшим бомбардиром в группе и разделил 3-е место ещё с несколькими игроками, оформив при этом покер в домашней игре с Молдовой (6:0). За весь цикл забил 4 мяча с пенальти, что не удалось никому в этом цикле из других футболистов-участников европейского отбора (трижды он забивал с пенальти в домашнем матче с Молдовой).
- Посеянный в 5-й корзине Азербайджан переиграл в домашнем матче Словакию из 3-й корзины 2:0 и впервые с 1999 года одержал победу в официальном матче отборов на чемпионаты мира или Европы[1][2].
- Только Македония забила дважды в свои ворота за весь отборочный цикл среди всех стран-участниц европейской зоны отбора.
- 38-летний македонец Тони Савевский стал самым возрастным участником отборочного турнира в европейской зоне отбора[3].